# Picot de clatell vermell
El picot de clatell vermell (Sphyrapicus nuchalis) és una espècie d'ocell de la família dels pícids (Picidae) que habita els boscos de coníferes de la regió de les muntanyes Rocoses, des del sud de la Colúmbia Britànica, sud-oest d'Alberta i oest de Montana, cap al sud fins a l'est de Califòrnia, sud de Nevada, Arizona, sud de Nou Mèxic i oest de Texas.